# Lelkigyakorlat
A lelkigyakorlat vallási célzattal a világtól való visszavonulás, félrevonulás hosszabb időre.

## Kereszténység
A kereszténységen belül olyan gyakorlatok rendszerét és alkalmazását jelenti, mely a lelki életben való előrehaladást, az Istennel való kapcsolat elmélyülését segíti.

### Történeti alakulása
A lelkigyakorlat kifejezés már a keresztény ókorban sem volt ismeretlen, sőt közvetett formában már az Újszövetség leveleiben is előfordul: „… gyakorold magad a jámborságban. A test gyakorlásának ugyanis kevés a haszna, de az istenfélő élet mindenre jó, mert a jelen és a jövendő élet ígérete kapcsolódik hozzá” (Pál apostol Timóteushoz írt leveléből, 1 Tim 4,7). A negyedik/ötödik században élt szerzetes,  Johannes Cassianus már szó szerint „exercitia spiritualia“-nak nevezte azt a meditációs technikát, melyet szerzetestársainak ajánlott.  A középkorból többek között a nagy német misztikus Szent Gertrúd munkásságát szokták kiemelni a lelkigyakorlatos kultúra fejlesztése területén.

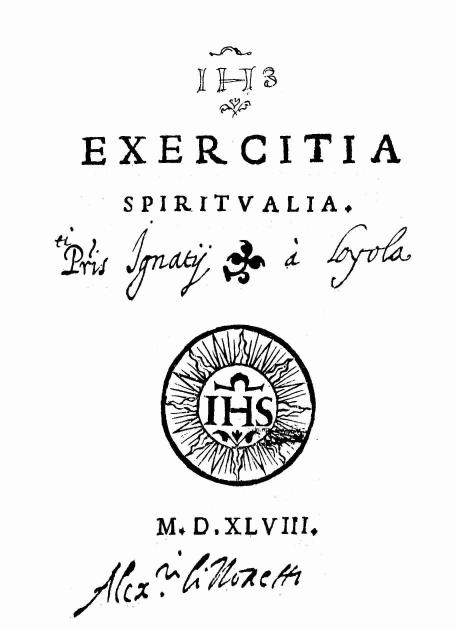
Szent Ignác: Lelkigyakorlatok (Exercitia spiritualia), az első kiadás címlapja (1548)

Mai értelemben vett lelkigyakorlatok elterjedésében azonban kétségkívül Loyolai Szent Ignácnak, a Jezsuita Rend megalapítójának volt a legnagyobb érdeme, aki Lelkigyakorlatok címmel könyvet is írt, melyben – az egykori „gyakorlatozó” katona – a saját tapasztalati alapján foglalta rendszerbe azokat a gyakorlatokat, elmélkedési módszereket, melyek elvégzése a Jézus által meghirdetett értékek melletti döntéshez, akár az egész életre szóló jó elhatározásokra vezethetnek.
Az eredeti Szent Ignác féle lelkigyakorlat 30 napig tart (az első hét: visszapillantás a saját eddigi bűnös életére, a 2-4 hét tartalma pedig: szemlélődő elmélkedések Jézus életéről, követéséről, haláláról és feltámadásáról). A jezsuita rend tagjai ezt a gyakorlatot ma is követik: életük során legalább kétszer végeznek 30 napos, évente pedig 8 napos lelkigyakorlatot. Emellett mások számára is vezetnek lelkigyakorlatokat, főként az általuk sok helyütt alapított úgynevezett lelkigyakorlatos házakban (lásd Manréza), többnyire rövidebb időtartammal.
Az újkorban a katolikus egyházban a lelkigyakorlatok tartása általánossá és változatosabbá vált, de a fő cél nem változott: a lelkigyakorlatok ideje legyen a lelki elmélyülés, az Istennel való találkozás alkalma. Ezért a legtöbb lelkigyakorlat fontos kritériuma a befelé fordulás, a csend megteremtése, a külvilág ingereinek a lehetőség szerint minél teljesebb kizárása, a lelkigyakorlat vezetőjétől kapott gondolatokkal való foglalkozás; annak keresése, mi a célja életemnek, mi a célja Istennek velem, és ha ezt a célt felismerem, akkor ennek megfelelően rendezzem az életemet.

### Fajtái
- Prédikált lelkigyakorlat: Ilyenkor egy pap vagy szerzetes tart a résztvevőknek beszédeket, amelyeket a lelkigyakorlat résztvevői meghallgatnak és igyekeznek magukévá tenni. Ilyen, többnyire háromnapos, naponkénti egyszeri beszédből álló sorozatot (úgynevezett triduumot) sok katolikus egyházközségben tartanak Magyarországon a nagyböjti, illetve az adventi időszakban.
- Ifjúsági lelkigyakorlat: a fiatalok igényeihez alkalmazkodik, kiscsoportos beszélgetésekkel, esetleg önismereti, közösségi játékokkal színesítve. Prédikációk itt is elhangzanak, de emellett a résztvevők segítséget kapnak személyes kérdéseik átgondolásához és megbeszéléséhez.
- Személyesen irányított lelkigyakorlat: A lelkigyakorlat-adó nem prédikál, hanem naponta egyénileg beszélget a lelkigyakorlatozóval. A lelkigyakorlat meditációs gyakorlatokból áll, melyeknek témája általában egy-egy bibliai szakasz, vagy a lelkigyakorlatozó élettörténete és jelene, jövője.
- Hivatástisztázó, életút-választó lelkigyakorlat: olyankor tartják, amikor a lelkigyakorlatozó nagyon fontos döntés előtt áll életállapotát vagy szakmáját illetően.
- A nyugati egyházakban ismertek még egyéb, hazánkban még kevésbé elterjedt lelkigyakorlat-formák is, például: csendmeditációs lelkigyakorlat, hétköznapi lelkigyakorlat, turista (németül: Wanderer) vagy zarándok lelkigyakorlat, filmes, böjtölős, bibliadrámás lelkigyakorlat. A különböző formák és módszerek célja azonban közös: a lelkigyakorlatozó találjon magára és Istenre.

### Az egyházjogban
A Katolikus Egyház Törvénykönyve rendelkezik arról, hogy a szerzetesek és a papnövendékek évente vegyenek részt lelkigyakorlaton, sőt az egyház rendek felvétele előtt legalább ötnaposon, de a plébánosok számára is előírja egyrészt a lelkigyakorlatokon való rendszeres részvételt, másrészt azt, hogy a híveik számára is rendszeresen szervezzenek lelkigyakorlatos beszédeket, lelkigyakorlatos alkalmakat.